# 딕티스
딕티스(Dictys)는 그리스 신화에 나오는 어부이다. 세리포스의 왕인 폴리덱테스와 형제이다. 그리스 북부 테살리아의 용사인 마그네스와 물의 요정인 나이아스 사이에서 태어났다고 전해지며, 바다의 신 포세이돈의 아들인 나우플리오스의 후손이라는 이야기도 있다. 페르세우스 신화에 따르면, 아르고스의 왕인 아크리시오스는 자신의 딸인 다나에가 낳은 자식이 자신을 죽일 것이라는 신탁을 받았다. 그래서 다나에가 페르세우스를 낳은 사실을 알고는 모자를 함께 나무궤짝에 넣어 바다로 던져버렸다. 페르세우스를 실은 나무궤짝은 바다를 떠돌다가 세리포스 섬에 도착했는데, 어부였던 디크티스는 그것을 발견해 그물을 던져 섬으로 끌어올렸다. 디크티스는 궤짝에서 나온 다나에와 페르세우스를 자신의 집으로 데리고 가서 보호했으며, 페르세우스를 마치 친아들처럼 정성껏 키웠다. 그리고 그의 보호 아래 페르세우스는 용맹한 청년으로 성장하였다. 세리포스 섬의 왕인 폴리데크테스는 다나에를 탐하였으나 페르세우스가 방해가 되자 그에게 메두사의 머리를 잘라오도록 명령하였다. 그리고 페르세우스가 떠나자 강제로 다나에를 차지하려 했다. 디크티스는 다나에를 제단으로 피신시켰고, 메두사의 머리를 가지고 돌아온 페르세우스는 폴리데크테스가 그것을 보게 하여 돌로 만들었다. 그리고 디크티스가 폴리데크테스를 대신해 세리포스 섬의 왕이 되었다.